# Скот Юрек
Скот Юрек (на английски: Scott Jurek) е американски ултрамаратонец.

## Биография
Роден е в Дълют, Минесота, САЩ на 26 октомври 1973 г.
Освен с множеството си постижения като бегач на свръхдълги разстояния Скот Юрек е известен и с начина си на хранене, изцяло на растителна храна. Гостувал е на Си Ен Ен, „Ню Йорк Таймс“, „Ю Ес Ей Тудей“, „Уол Стрийт Джърнъл“, както и на много други медии.
Името му се среща многократно в бестселъра „Родени да тичат“ (изд. „Вакон“, 2012).
Живее в Боулдър, Колорадо.

## Спортни постижения
Скот Юрек е печелил редица престижни състезания, сред които:
- „Хардрок Хундред“ (2007)
- „Ултрамаратон Бедуотър“ (2005, 2006)
- „Спартатлон“ (2006, 2007, 2008)
- „Западните щати“ – състезание на 160 км в Сиера Невада, Калифорния, което Скот печели седем пъти подред с рекордни резултати (1999 – 2005)

През 2010 г. на 24-часово състезание в Брив ла Гаярд, Франция, Юрек печели сребърен медал с разстояние от 165,7 мили (266,67 км), които е успял да избяга.